# Bulbophyllum desmotrichoides
Bulbophyllum desmotrichoides là một loài phong lan thuộc chi Bulbophyllum.